# María Emma Mejía
María Emma Mejía Vélez (Medellín, 27 de septiembre de 1953) es una política, periodista y diplomática colombiana. Fue Representante Permanente de Colombia ante las Naciones Unidas en Nueva York. Se desempeñó como Secretaria General de la Unión de Naciones Suramericanas -UNASUR, Ministra de Relaciones Exteriores, Ministra de Educación; Embajadora de Colombia en España y miembro de la Comisión Asesora de Relaciones Exteriores de Colombia. De la misma manera, Mejía fue presidenta Ejecutiva de la Fundación Pies Descalzos por más de una década, organización sin ánimo de lucro fundada por la cantautora colombiana Shakira, además de trabajar como delegada del gobierno en el proceso de paz del Caguán con las FARC, así como en la Comisión de Facilitación Civil con el ELN. Mejía también se postuló para vicepresidente y alcalde de Bogotá.

## Biografía
Mejía es bachiller del Gimnasio Los Pinares  donde realizó un intercambio académico a Estados Unidos. En su juventud fue modelo de fotografías para Rodier París, Coltejer entre otras marcas. Después de graduarse de la Universidad del Valle y de la Universidad Pontificia Bolivariana como periodista, Mejía se matriculó en estudios de cinematografía y televisión en la BBC de Londres, donde luego trabajó en el Servicio de América Latina. Su primer cargo público fue como Directora de la Compañía Cinematográfica (FOCINE), donde consiguió con éxito un mayor apoyo estatal para la industria cinematográfica colombiana.
En 1990, el expresidente César Gaviria la nombró directora de la Oficina de Asesoría Presidencial para Medellín, donde ganó reconocimiento nacional por su trabajo social en los territorios más violentos bajo el control del cartel de drogas de Medellín.
En 1993, Mejía se convirtió en la primera mujer Embajadora de Colombia en España. En 1995, como Ministra de Educación, diseñó e implementó el primer Plan Educativo Decenal de Colombia y publicó "Un Manual para ser Niño" escrito por el Premio Nobel Gabriel García Márquez. Como Ministra de Relaciones Exteriores desde 1996 hasta 1998, enfrentó varios desafíos frente a la dinamización de la política exterior colombiana, y fue la primera mujer en ser Ministra Delegataria. En 1999 participó en el proceso de paz con las FARC en el Caguán, así como en la Comisión de Facilitación Civil con el ELN.
Entre 2003 y 2011, Mejía trabajó como Directora Ejecutiva de la Fundación Pies Descalzos, una organización benéfica fundada por la cantautora colombiana Shakira, y formó parte de su Junta Directiva hasta 2014. En 2011, fue nombrada Secretaria General de la Unión de Naciones Suramericanas- UNASUR, donde dirigió el fortalecimiento institucional a través de la creación de doce comités sectoriales para abordar los temas más relevantes entre los Estados suramericanos.
Mejía se desempeñó como Jefe de la Misión de Observación Electoral de la OEA en Paraguay en 2009 y de Costa Rica en 2010. En las Naciones Unidas ha sido Vicepresidente del Consejo Económico y Social (ECOSOC), uno de los vicepresidentes de la 70.ª Sesión de la Asamblea General y Presidente de la 71.ª sesión de la Tercera Comisión de Asuntos Sociales, Humanitarios y Culturales. 
Empezó estudios de comunicación social en la Universidad Bolivariana de Medellín, pero suspendió sus estudios para irse a vivir a Londres  con los ahorros que tenía en 1974. En la capital británica estudió producción de cine y televisión y en 1976 regresó a Colombia donde hizo su primer cortometraje titulado “Ana Lenoit” (historia real de una adolescente que se enloqueció de amor por Simón Bolívar).  En la Universidad del Valle terminó su carrera y obtuvo el título profesional de periodista.
En 1980 se casó con el ganadero Lucas Caballero Reyes, matrimonio que duró 15 años y de esa relación nació Pedro Caballero Mejía (1993). A principios de 2014 se casó con el periodista de La W Radio Alberto Casas Santamaría.

## Trayectoria profesional
Su primer cargo público fue la dirección del desaparecido Fondo de Fomento Cinematográfico (Focine) durante el gobierno de Belisario Betancur y de la mano de la ministra de Comunicaciones Noemí Sanín. En 1987 se vincula a la campaña del candidato presidencial de centro izquierda Luis Carlos Galán en su equipo de comunicaciones. Luego de su asesinato, fue nombrada como secretaria general de la Campaña Presidencial de Cesar Gaviria y tras su elección asumió la Consejería Presidencial para Medellín entre 1990 y 1993. Llegó hasta las zonas estigmatizadas por la influencia del Cartel de Medellín para ofrecerles a los jóvenes diversas oportunidades de recuperación con un proyecto de reinserción social que le valió un amplio reconocimiento nacional.
En 1993 es nombrada por César Gaviria Embajadora de Colombia en España, siendo la primera mujer en ejercer este cargo, luego ratificada por Ernesto Samper.
En 1995 Mejía regresó al país para convertirse en Ministra de Educación, reemplazando a Arturo Sarabia Better.  Se destacó por la elaboración y puesta en práctica del primer Plan Decenal de Educación y por la publicación de "Un Manual para ser Niño", escrito por Gabriel García Márquez.
En 1996 fue nombrada Canciller, justo después de que Estados Unidos le retirara la visa a Samper por el proceso 8000. En el ejercicio de este cargo se convirtió en la primera mujer en ser Ministra Delegataria con funciones presidenciales, en enero de 1998.
En 1999 participó en el grupo de negociadores en el naciente proceso de paz con las FARC. Además, fue miembro de la comisión de Facilitación Civil para los diálogos de paz entre el Gobierno y el ELN. En 1999 es nombrada miembro de la Comisión Asesora de Relaciones Exteriores del Gobierno de Colombia.
Entre 2003 y 2011 fue Directora Ejecutiva de la Fundación Pies Descalzos  de la cantautora colombiana Shakira, y formó parte de su Junta Directiva hasta 2014.

### Secretaria General de la Unión de Naciones Suramericanas (UNASUR)

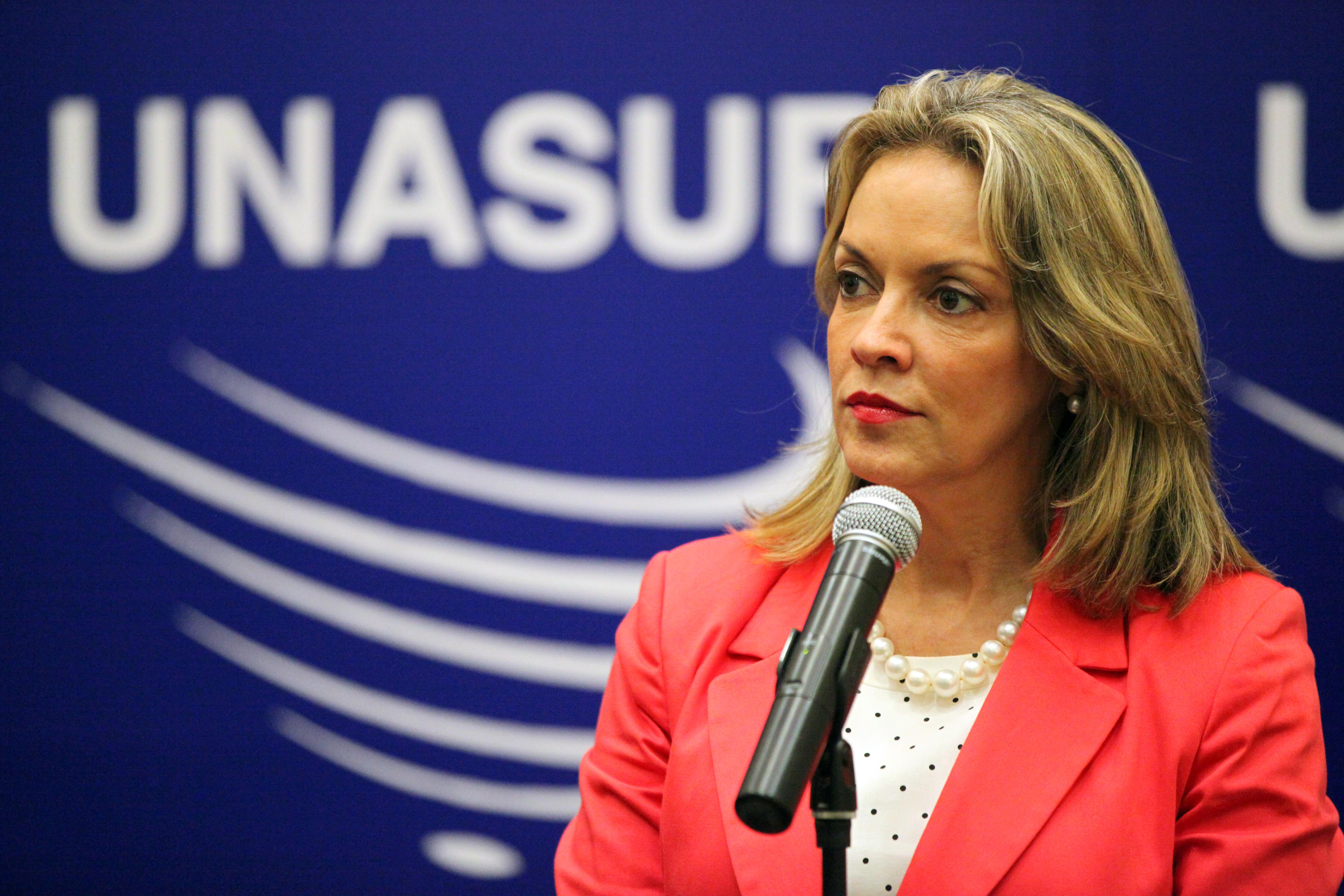
María Emma Mejía en Reunión de Ministros de Defensa, Interior Justicia y Relaciones Exteriores de UNASUR

En 2011, fue designada por los Jefes de Estado de la Unión de Naciones Suramericanas -UNASUR- como Secretaria General y se encargó de abrir la primera sede del organismo subregional en Quito, Ecuador. Allí inició la consolidación institucional de este organismo, mediante la creación de los doce consejos sectoriales y fue observadora de la representación regional ante las Naciones Unidas. Fue Jefa de las Misiones de Observación Electoral de la OEA y UNASUR en Paraguay 2009, en Costa Rica 2010 y en Ecuador 2013. 

### Embajadora y representante Permanente de Colombia ante las Naciones Unidas en Nueva York
En febrero de 2014, es nombrada Embajadora de Colombia ante las Naciones Unidas en Nueva York, cargo que ejerció hasta octubre de 2018. En el seno de la ONU, ha sido vicepresidente del Consejo Económico y Social –ECOSOC-, Vicepresidenta del 70° período de sesiones de la Asamblea General, así como Presidenta de la Tercera Comisión sobre Asuntos Sociales, Humanitarios y Culturales. Emma Mejía tomó posesión ante el entonces Presidente Juan Manuel Santos como representante Permanente ante las Naciones Unidas. Su función principal de como Embajadora fue la de impulsar en la Organización la agenda del naciente Proceso de Paz en Colombia, la creación y financiación de la Misión Política Especial y la posterior Misión de Verificación para la Construcción de una Paz Estable y Duradera, así como en consolidar los avances en materia de derechos humanos y reafirmar nuestro liderazgo en materia Agenda 2030 y los objetivos del desarrollo sostenible.

#### Grupo de Amigos a Favor de una Mujer Candidata al Secretario General de las Naciones Unidas
El Grupo de Amigos a Favor de una Mujer Candidata para el Secretario General de las Naciones Unidas fue una iniciativa interregional compuesta por 56 Estados miembros de las Naciones Unidas que promovió la idea de que el tiempo para que una mujer ocupe el puesto más alto en las Naciones Unidas había llegado. Mejía, en su calidad de Representante Permanente de Colombia, lideró en la primavera de 2015 un grupo de países de ideas afines para formar un "grupo de amigos" que buscaría actualizar los términos de referencia para la selección y designación del Secretario General. Este objetivo se logró mediante negociaciones en el Grupo de Trabajo Especial para la Revitalización de la Asamblea General y su histórica resolución 69/321 "Revitalización de la labor de la Asamblea General". Adoptado por consenso el 11 de septiembre de 2015, los párrafos operativos 32 y 38 modificaron el lenguaje de hace setenta años para pedir explícitamente que "los Estados Miembros consideren presentar a mujeres como candidatas para el puesto de Secretaria General". A fines de 2016, el Grupo pasó a una fase nueva y ampliada para el liderazgo de las mujeres en puestos de alto nivel en las Naciones Unidas, por lo que cambió su nombre a Grupo de Amigos por la Paridad de Género.

#### Grupo de Amigos por la Paridad de Género en las Naciones Unidas
El Grupo ahora busca aprovechar este impulso mediante el uso de su plataforma visible y redes únicas y expansivas para destacar los desequilibrios de género actuales dentro de las Naciones Unidas y donde se puede mejorar la representación de las mujeres. En las Naciones Unidas, comienza una nueva etapa hacia el logro de la paridad de género. El Secretario General António Guterres se comprometió a "presentar una hoja de ruta para la paridad de género en todos los niveles, con puntos de referencia y plazos claros dentro del próximo mandato, dando prioridad a la selección del personal superior".
Para reflejar su nueva agenda de incidencia política, el Grupo que buscaba una mujer candidata al cargo de Secretaria General cambió su nombre al Grupo de Amigos por la Paridad de Género. El Grupo se enfoca en la estrategia y los compromisos asumidos para lograr la paridad entre los géneros, en particular en puestos de responsabilidad, expuestos en la declaración de la visión y durante los Diálogos informales por el Secretario General designado. Desde entonces, busca apoyar y trabajar con el Secretario General Guterres para promover la participación de las mujeres y promover el liderazgo de las mujeres en todo el sistema de las Naciones Unidas.
Para alcanzar la paridad completa de género, y particularmente a nivel de alta dirección, el Grupo tiene la intención de fomentar un debate abierto sobre los pasos necesarios para lograr este objetivo. El Grupo enfatiza que los pasos tomados para alcanzar la paridad de género deben estar dirigidos a mejorar el desequilibrio actual de las mujeres en el liderazgo y cumplir con la amplia base legal dentro del Mandato de la ONU sobre la Paridad de Género en el Liderazgo de las Naciones Unidas.
La membresía de la ONU tiene una responsabilidad crucial en la promoción de este noble principio para el adelanto de la mujer en nuestra Organización. La realización de la paridad de género en el sistema de la ONU sigue siendo el objetivo fundamental del Grupo, y un desafío que la ONU puede lograr.

## Candidata a cargos de elección popular
En 1998 se convirtió en la fórmula vicepresidencial de Horacio Serpa, en las elecciones que perdió con Andrés Pastrana. 
En 2000 se lanzó a la Alcaldía de Bogotá como candidata independiente (pero apoyada por el Partido Liberal) obtuvo 536 mil votos, sin embargo perdió ante el candidato Antanas Mockus quien obtuvo casi 700 mil votos. En 2003 se volvió a presentar como independiente a la Alcaldía de Bogotá, sumando apenas 48 mil votos. La alcaldía fue ganada por Luis Eduardo Garzón.
En 2007 ella hacía parte del partido de izquierda Polo Democrático Alternativo, cuando este realizó una consulta interna para elegir candidato a la alcaldía de Bogotá, Mejía perdió contra el ganador Samuel Moreno.

## Periodista
En los años 70 se vinculó al servicio latinoamericano de la BBC. Ha trabajado como periodista para los programas de opinión "Protagonistas de Fin de Siglo", "El Radar", "Entérate con María Emma" del Canal Caracol de Colombia, y "A fondo con María Emma" del canal web en Youtube de Noticias Caracol Ahora (2020) .